# Saint-scellé
Le saint-scellé est un sacrement reconnu par certaines confessions chrétiennes. Il est similaire au sacrement de confirmation des grandes Églises chrétiennes traditionnelles. L'utilisation de ce sacrement décline dans la plupart des confessions à l'exception de l'Église néo-apostolique car il s'agit du sacrement « par lequel le croyant reçoit le don du Saint-Esprit ».
Introduit à partir de 1847, ce sacrement scelle l'étape de la confirmation du baptisé. Il revalorise la symbolique de « régénération d'eau et d'Esprit » du baptême et le conclut.
Les effets du saint-scellé seraient de permettre au Saint-Esprit de s'installer durablement dans le croyant, d'améliorer la qualité de la personne par la régénération d'eau et d'Esprit, d'anticiper le sacerdoce de la filiation divine entre l'homme et Dieu. Afin de recevoir le saint-scellé, le croyant doit préalablement avoir été baptisé et faire preuve de foi en la Trinité.
Le saint-scellé possède une signification différente de son origine. Auparavant conçu comme un sacrement provisoire, il est le sacrement fondateur de l'identité des pratiquants de l'Église néo-apostolique. En effet, ce n'est qu'à partir de 1919 que l'idée de faire du saint-sacré le parachèvement indispensable au baptême est évoquée. Son auteur, Johann-Gottfried Bischoff, est ordonné dans le ministère d'apôtre-patriarche en 1930 et confirme cette transition.